# پلامپتون، ساسکس شرقی
پلامپتون (به انگلیسی: Plumpton) یک روستا و محله مدنی در بریتانیا است که در Lewes واقع شده‌است. پلامپتون ۹٫۷ کیلومتر مربع مساحت و ۱٬۶۴۴ نفر جمعیت دارد.